# Lorenzo Treviño Santos
Lorenzo Treviño Santos (Santa Bárbara, Chihuahua, México; 7 de julio de 1918 — Delicias, Chihuahua; 9 de agosto de 2001) fue un comerciante y político chihuahuense exdiputado federal que además fue el primer presidente municipal de oposición en Delicias.
En 1980, Treviño buscó infructuosamente ser candidato del Partido Revolucionario Institucional a la presidencia municipal de Delicias a la par de Mario Giner Benavente y Rogelio Torres Abasta, aunque, el PRI finalmente nombró candidato a Jorge González Martínez. Posteriormente, a petición de varios simpatizantes, Treviño se registró el 12 de mayo como candidato del Partido Auténtico de la Revolución Mexicana a la presidencia municipal de delicias para las elecciones de ese año.
El 6 de julio de 1680, Treviño se convirtió en el primer candidato opositor en ser elegido presidente municipal de Delicias así como el primer presidente municipal por el PARM en Chihuahua, aunque su triunfo tuvo que ser ratificado por el Congreso de Chihuahua en agosto, toda vez que el PRI impugnó su la elección. Finalmente, Treviño tomó protesta como presidente municipal el 9 de octubre de 1980.
Luego de ser presidente municipal, Treviño fue candidato del PARM a diputado federal por el Distrito 6 para las elecciones de 1985 y en 1988 fue elegido diputado federal plurinominal para la LIV Legislatura, cargo en el duró hasta 1991. En 1994, fue candidato a senador por Chihuahua, siendo en esta ocasión postulado por el Partido Demócrata Mexicano.
Treviño falleció el 9 de agosto de 2001 en Delicias a la edad de 83 años.